# Hebreus 8
Hebreus 8 é o oitavo capítulo da Epístola aos Hebreus, que faz parte do Novo Testamento da Bíblia. Este capítulo é dividido em 13 versículos.

## Manuscritos
- O texto original é escrito em grego Koiné.
- Alguns dos manuscritos que contém este capítulo ou trechos dele são:[2]
  - Papiro 46
  - Codex Vaticanus
  - Codex Sinaiticus
  - Codex Alexandrinus
  - Codex Freerianus
  - Codex Claromontanus